# Mazatán (Chiapas)
Mazatán é um município do estado do Chiapas, no México. A população do município calculada no censo 2005 era de 24.017 habitantes.